# Droogmansia pteropus
Droogmansia pteropus là một loài thực vật có hoa trong họ Đậu. Loài này được (Baker) De Wild. miêu tả khoa học đầu tiên.